# Toomas Kall
Toomas Kall (* 16. Oktober 1947 in Tallinn) ist ein estnischer Schriftsteller, Dramatiker und Humorist.

## Leben
Kall machte 1966 in Tallinn sein Abitur und studierte von 1966 bis 1972 an der Universität Tartu Journalistik und estnischen Philologie. Von 1971 bis 1978 war er Korrespondent der estnischen Kulturzeitung Sirp ja Vasar, bei der er erneut von 1990 bis 1994 arbeitete, dann als deren Chefredakteur. Zwischenzeitlich war er bei einem Tallinner Theater als literarischer Leiter angestellt, ferner kurzzeitig Redakteur bei der humoristischen Zeitschrift Pikker sowie Ressortleiter bei Tallinnfilm. Kall wirkte auch als Übersetzer aus dem Russischen (u. a. Ilja Grigorjewitsch Ehrenburg, Nikolai Wassiljewitsch Gogol und Dmitri Lwowitsch Bykow) und lebt, seit 1994 freiberuflich, in Tallinn.
Toomas Kall war 1980 ein Unterzeichner des Briefs der Vierzig und ist seit 1984 Mitglied des estnischen Schriftstellerverbands.

## Werk
Kall begann als Karikaturist und veröffentlichte 1982 seine erste Sammlung mit literarischen Parodien. Schon hier erwies er sich als ein Meister der Travestie, worin er am ehesten mit Enn Vetemaa und Andrus Kivirähk zu vergleichen ist. Diesem Genre ist er bis in die Gegenwart treu geblieben: Bis heute erscheint in loser Folge in der Zeitschrift Looming eine bereits in seinem Band Elias‘ Drachen begonnene Serie mit dem Titel „Wie die estnischen Schriftsteller „Kevade“ schreiben würden“, wobei er die Stile verschiedener Autorinnen und Autoren auf das berühmteste (Kinder)Buch der estnischen Literatur anwendet, den Roman Kevade von Oskar Luts.
In seinen Dramen machte er sich mit satirischen Mitteln über die bürokratischen Aberwitzigkeiten des sowjetischen Alltags lustig und verfasste später auch absurde Theaterstücke. Außerdem schrieb er Drehbücher für Filme und Fernsehserien. In seinem gesamten Werk dominiert ein humoristischer Blick auf die Welt, der gerade in der Sowjetzeit von großer Bedeutung war: „Er hat mit seinem Werk seine Mitbürger erfreut und ihnen die Schwere des Lebens ein wenig erleichtert.“

## Auszeichnungen
- 1985 Juhan-Smuul-Preis (Schauspiel)
- 1996 Oskar-Luts-Humorpreis
- 1997 Literaturpreis des estnischen Kulturkapitals (Audiovisuelle Kunst)
- 2006 Orden des Staatswappens

## Bibliografie
- Ajaloo tajumine ('Geschichte begreifen'). Tallinn: Eesti Raamat 1982. 114 S.
- Lõunavaheaeg. Lihtne ja ilus ('Mittagspause. Einfach und schön'). Tallinn: Eesti Raamat 1988. 86 S.
- Eliase lohe. Valik tekste viimasest ja eelviimasest ajast ('Elias‘ Drachen. Auswahl von Texten aus letzter und vorletzter Zeit'). Tallinn: Vagabund 1999. 189 S.
- Armas aeg ('Liebe Zeit'). s. l.: Tänapäev 2004. 328 S.[5]
- Rüütel. Rahva keeles ja meeles ('Rüütel im Volksmund und seiner Erinnerung'). Tallinn: Varrak 2006. 184 S.
- Enne salastamist. Ühe arvamusliidri päästetud ülestähendusi ('Vor der Geheimhaltung. Die geretteten Aufzeichnungen eines Meinungsmachers'). Tallinn.: Tammerraamat 2018. 126 S.

## Filmografie (Auswahl)
- 1991: Rahu tänav (Die Straße des Friedens), (Drehbuch)